# تشهل غاز (سردابة)
تشهل غاز (بالفارسية: چهل گز) هي منطقة سكنية تقع في إيران في قسم سردابة الريفي. يقدر عدد سكانها بـ 196 نسمة .